# Małojedy
Małojedy (biał. Малаеды; ros. Малоеды) – wieś na Białorusi, w obwodzie mińskim, w rejonie nieświeskim, w sielsowiecie Kozły.

## Historia
W dwudziestoleciu międzywojennym leżały w Polsce, w województwie nowogródzkim, w powiecie nieświeskim, w gminie Snów. W 1921 miejscowość liczyła 267 mieszkańców, zamieszkałych w 42 budynkach, w tym 247 Białorusinów, 15 Polaków i 5 osób innej narodowości. 257 mieszkańców było wyznania prawosławnego, 9 rzymskokatolickiego i 1 ewangelickiego.
Po II wojnie światowej w granicach Związku Sowieckiego. Od 1991 w niepodległej Białorusi.